# 卡拉希略
卡拉希略（Carajillo）是一種咖啡飲料。這種咖啡在咖啡中加入了白蘭地、威士忌、茴香酒等蒸餾酒或者朗姆酒。主要流行在西班牙。
據民間說法，卡拉希略的起源可以追溯至西班牙佔領古巴時，軍隊為了給士兵帶來「勇氣」（在西班牙語勇氣為 coraje，corajillo 為其小稱形式），而在咖啡中混入了朗姆酒。和卡拉希略類似的另一種飲料是意大利的朗瑞托咖啡。

## 图片

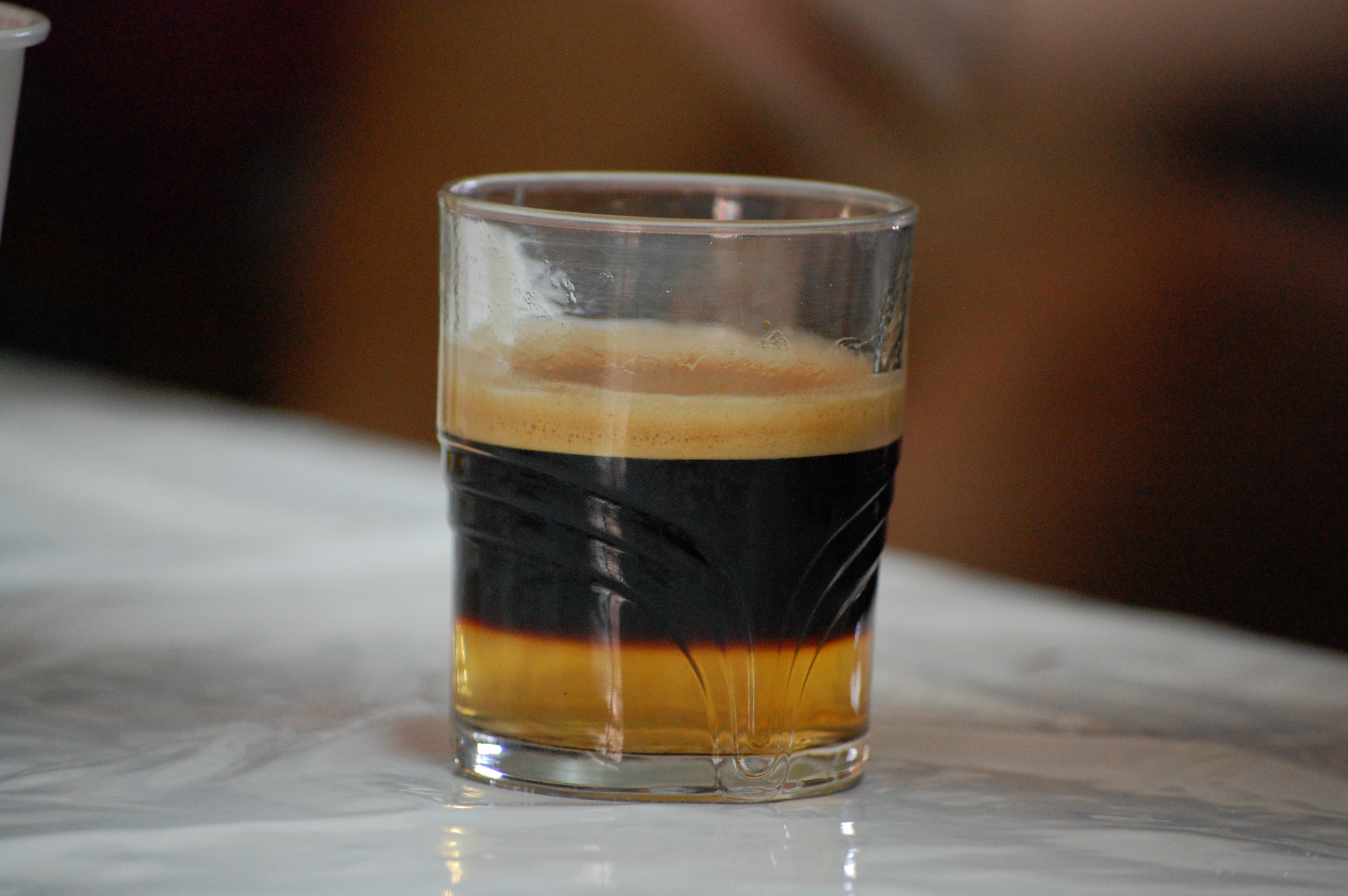
卡拉希略
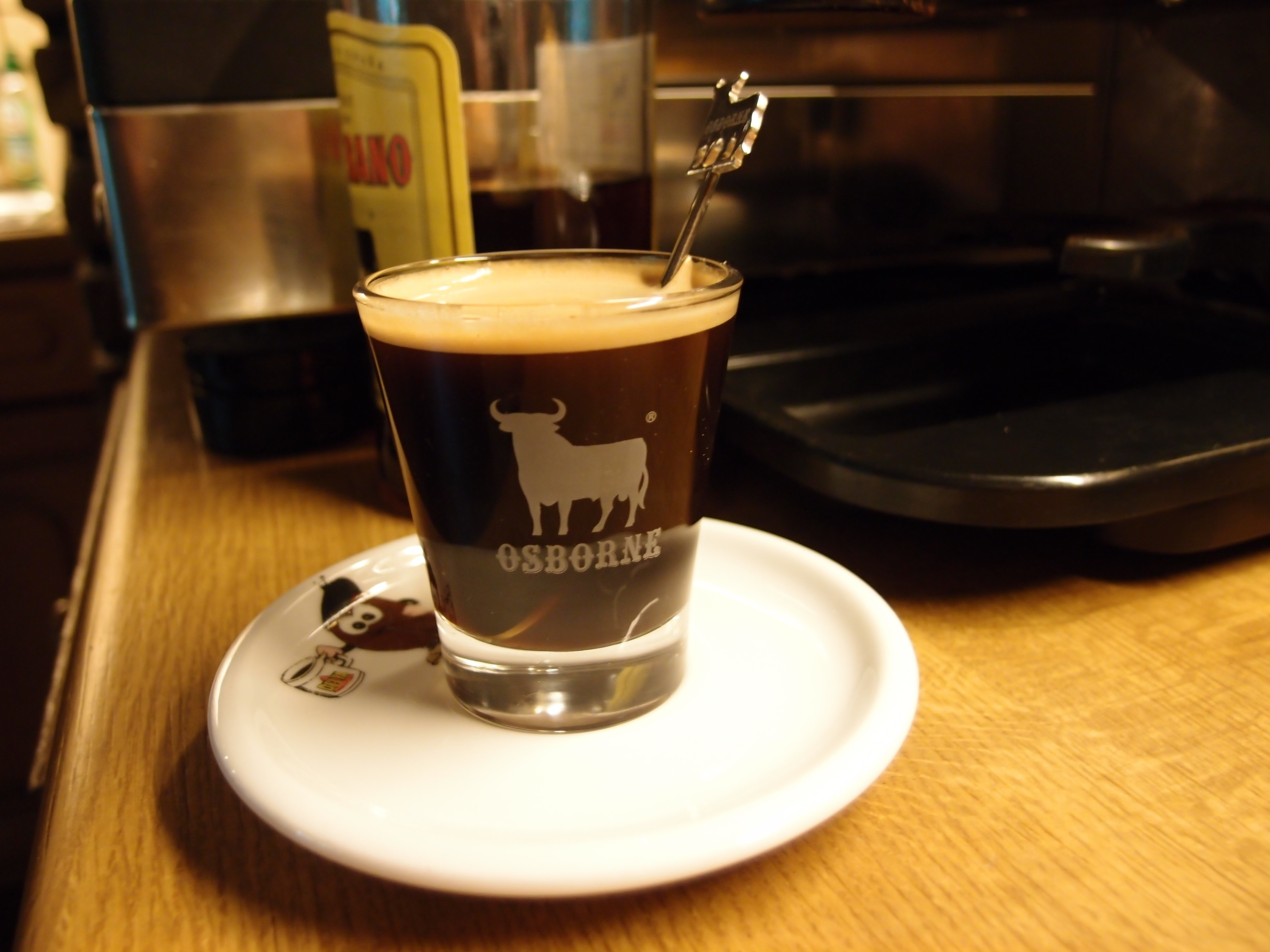
卡拉希略